# Janusz Onyszkiewicz
Janusz Adam Onyszkiewicz (en polonais prononcé [ˈjanuʂ ɔnɨʂˈkʲɛvʲitʂ]), né le 18 décembre 1937 à Lwów maintenant en Ukraine, est un homme politique, mathématicien et alpiniste polonais.

## Biographie
Il a été député à la Diète de Pologne de 1989 à 2011, ministre de la Défense de 1992 à 1993 puis de 1997 à 2000, vice-président du Parlement européen de janvier 2007 à juin 2009.